# Shranjevanje toplotne energije
Shranjevanje toplotne energije (ang. Thermal energy storage – TES) je tehnologija, ki hrani toplotno (termalno) energijo za poznejšo rabo. Ta toplota se lahko uporablja za ogrevanje, za generiranje elektrike, kot sanitarno voda, za kuhanje, pranje in drugo. Obstaja več izvedb, glede na velikost, vrsto toplotnega medija, temperaturo in vir toplote.
Vir toplote je lahko sonce, geotermalna energija, toplota pri koogeneraciji, lahko pa se tudi namensko greje vodo z npr. lesom ali premogom. 
Toplotni medij je največkrat voda, ker ima zelo veliko specifično toploto (4,2 J/(cm³·K) in je poceni. Za zelo visoke temperature se uporablja tekoče soli ali pa druge materiale, ki so pri visokih temperaturah še vedno v tekočem stanju in se ne uparijo kot voda. Npr. solarni stolp hrani toplotno energijo v obliki tekoče soli in lahko generira elektriko tudi ponoči.